# Seznam angleških organistov
Seznam angleških orglavcev.

## A
- Thomas Attwood (skladatelj)

## B
- Edward Bairstow
- Joseph Barnby
- William Thomas Best
- E. Power Biggs
- John Blow
- Kevin Bowyer
- William Boyce

## C
- Jeremiah Clarke
- Stephen Cleobury
- William Croft
- William Crotch

## D
- Harold Darke
- David Dewar
- Philip Duffy

## G
- Orlando Gibbons
- John Goss
- Maurice Greene (skladatelj)

## H
- George Frideric Handel
- William Henry Harris
- Basil Harwood
- Herbert Howells

## L
- William Lloyd Webber

## M
- John Marbeck
- J. H. Maunder
- Colin Mawby

## N
- Sydney Nicholson
- T. Tertius Noble

## O
- Frederick Ouseley

## P
- Walter Parratt

## R
- Barry Rose

## S
- Malcolm Sargent
- John Scott (orglavec)
- John Sheppard
- Caleb Simper
- George Thomas Smart
- Henry Smart
- John Stainer
- John Stanley (skladatelj)
- Herbert Sumsion

## T
- John Taverner
- Richard Runciman Terry
- James Turle
- Christopher Tye

## W
- Thomas Attwood Walmisley
- Thomas Weelkes
- Samuel Wesley
- Samuel Sebastian Wesley
- John Clarke Whitfield
- Sir David Willcocks